# Timòcrates d'Esparta
|  | Per a altres significats, vegeu «Timòcrates d'Atenes». |

Timòcrates (en llatí Timocrates, en grec antic τιμοκράτης) fou un militar espartà, un dels tres consellers (els altres dos eren Bràsides i Licofró) que van ser enviats a ajudar Gnem (Κνῆμος) després de la seva derrota davant Formió al golf de Corint l'any 429 aC.
A la segona batalla poc després, Timòcrates era en una nau de Lèucada, una de les vint de vela ràpida enviades per impedir que els atenencs sortissin de Naupacte. En persecució d'un vaixell la seva nau va xocar contra un mercant enfonsat i l'enemic va donar la volta i la va envestir pel centre, enfonsant-la. Timòcrates es va ofegar i el seu cos va arribar després al port de Naupacte, segons explica Tucídides.